# 762 до н. е.

## Події
- Єгипет: після смерті фараона Рудамона його царство розпадається на декілька міст-держав під контролем різноманітних локальних правителів.